# Dziura Stanikowa Niżnia
Dziura Stanikowa Niżnia – jaskinia w masywie Hrubego Regla w Tatrach Zachodnich. Znajduje się w górnej części orograficznie lewej odnogi Stanikowego Żlebu, w pobliżu Dziury Stanikowej Wyżniej, u podstawy północnych stoków Czerwonego Gronika, na wysokości 1120 metrów n.p.m. Jaskinia jest pozioma, a jej długość wynosi 17 metrów.

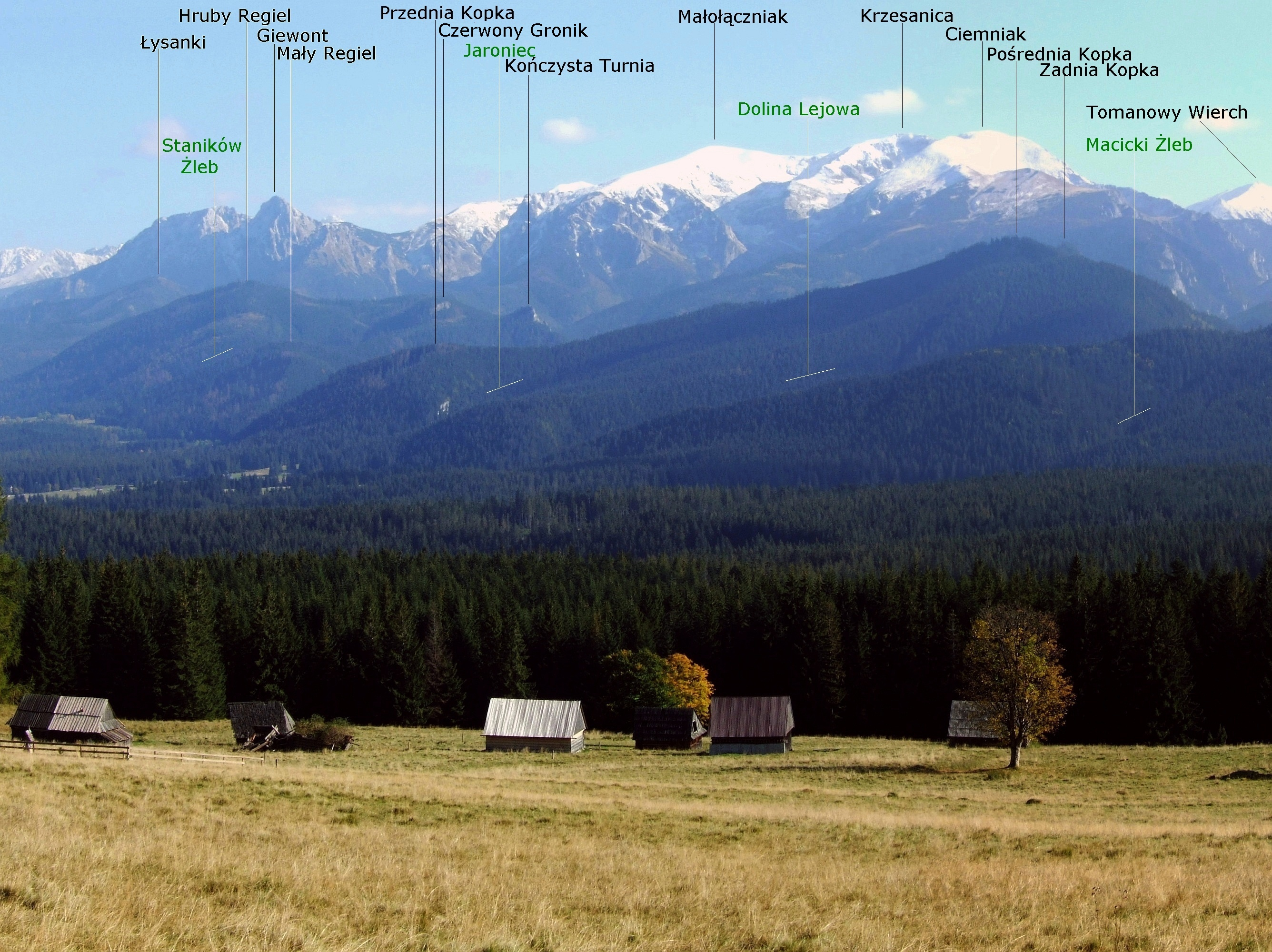
Na lewo Staników Żleb

## Opis jaskini
Jaskinię tworzy duża sala, do której prowadzi niewielki otwór wejściowy znajdujący się pod dużym okapem. 

## Przyroda
W jaskini można spotkać mleko wapienne. Ściany są wilgotne, brak jest na nich roślinności.

## Historia odkryć
Jaskinię odkrył Gotfryd Ossowski w 1882 roku. Jej plan i opis sporządził Kazimierz Kowalski w 1951 roku.